# Mediodactylus
Mediodactylus – rodzaj jaszczurek z rodziny gekonowatych (Gekkonidae).

## Zasięg występowania
Rodzaj obejmuje gatunki występujące w Eurazji (Ukraina, Włochy, Albania, Grecja, Cypr, Macedonia Północna, Bułgaria, Serbia, Rosja, Turcja, Syria, Liban, Izrael, Jordania, Irak, Iran, Turkmenistan, Uzbekistan, Kazachstan, Chińska Republika Ludowa, Kirgistan, Tadżykistan i Pakistan). 

## Systematyka
Rodzaj zdefiniowali w 1977 roku radzieccy herpetolodzy (Ukrainiec Mykoła Szczerbak i Rosjanin Michaił Gołubiew) w artykule poświęconym systematyce palearktycznych gekonów opublikowanym w czasopiśmie Trudy Zoołogiczeskogo instituta RAN. Gatunkiem typowym jest (oryginalne oznaczenie) gekon Kotschya (M. kotschyi).

### Etymologia
- Mediodactylus: łac. medius ‘środkowy’[5]; δακτυλος daktulos ‘palec’[6].
- Carinatogecko: łac. carinatus ‘prążkowany’, od carina ‘kil’; rodzaj Gecko Brongniart, 1800[2]. Gatunek typowy (oryginalne oznaczenie): Bunopus aspratilis Anderson, 1973.

### Podział systematyczny
Do rodzaju należą następujące gatunki: 
- Mediodactylus amictopholis (Hoofien, 1967)
- Mediodactylus aspratilis (Anderson, 1973)
- Mediodactylus bartoni (Štěpánek, 1934)
- Mediodactylus brachykolon (Krysko, Rehman & Auffenberg, 2007)
- Mediodactylus danilewskii (Strauch, 1887)
- Mediodactylus heterocercus (Blanford, 1874)
- Mediodactylus heteropholis (Minton, Anderson & Anderson, 1970)
- Mediodactylus ilamensis (Fathinia, Karamiani, Darvishnia, Heidari & Rastegar-Pouyani, 2011)
- Mediodactylus kotschyi (Steindachner, 1870) – gekon Kotschy'ego[7]
- Mediodactylus narynensis (Eremchenko, Zarinenko & Panfilov, 1999)
- Mediodactylus oertzeni (Boettger, 1888)
- Mediodactylus orientalis (Štěpánek, 1937)
- Mediodactylus russowii (Strauch, 1887)
- Mediodactylus sagittifer (Nikolsky, 1900)
- Mediodactylus spinicauda (Strauch, 1887)
- Mediodactylus stevenandersoni (Torki, 2011)
- Mediodactylus walli (Ingoldby, 1922)